# Геліказ-залежна ампліфікація
Хеліказ-залежна ампліфікація (HDA) - це метод ампліфікації ДНК in vitro (подібно до полімеразної ланцюгової реакції), який здійснюється при постійній температурі.

## Введення
Полімеразна ланцюгова реакція є найбільш широко використовуваним методом ампліфікації ДНК in vitro з метою молекулярної біології та біомедичних досліджень. Цей процес включає поділ дволанцюгової ДНК при високій температурі на одноланцюгову (етап денатурації, зазвичай досягається при 95-97 °C), відпал праймерів до одноланцюгової ДНК (етап відпалу) і копіювання одноланцюгової ДНК для створення нової дволанцюгової ДНК (етап подовження (ДНК-полімераза), що вимагає проведення реакції в термоциклері. Ці настільні машини великі, дорогі та вимагають великих витрат на експлуатацію та обслуговування, що обмежує потенційне застосування ампліфікації ДНК у ситуаціях поза лабораторією (наприклад, при ідентифікації потенційно небезпечних мікроорганізмів на місці розслідування або надання допомоги пацієнтові). Хоча ПЛР зазвичай асоціюється з термоциклювання, в оригінальному патенті Mullis et al. розкрито використання гелікази як засобу для денатурації дволанцюгової ДНК, що включає ізотермічну ампліфікацію нуклеїнових кислот. У природних умовах ДНК реплікується ДНК-полімеразами з різними допоміжними білками, включаючи ДНК-геліказ, які діють для поділу ДНК шляхом розкручування подвійної спіралі ДНК. HDA було розроблено на основі цієї концепції, використовуючи хеліказ (фермент) для денатурації ДНК.

## Методологія
Нитки дволанцюгової ДНК спочатку поділяються ДНК-геліказою і покриваються одноланцюговою ДНК (ssDNA)-зв'язуючими білками. На другому етапі два праймери, специфічні для конкретної послідовності, гібридизуються з кожною межею шаблону ДНК. Потім ДНК-полімерази використовуються для подовження праймерів, що відпалюються на шаблонах, для отримання дволанцюгової ДНК, а два ново синтезованих продукту ДНК потім використовуються як субстрати ДНК-хеліказами, вступаючи в наступний раунд реакції. Таким чином, розвивається одночасна ланцюгова реакція, що призводить до експоненційної ампліфікації обраної цільової послідовності (схему див. Vincent et al., 2004).

## Сучасний прогрес, переваги та недоліки HDA
З моменту публікації свого відкриття технологія HDA використовується для "простого тесту, що легко адаптується, на нуклеїнові кислоти для виявлення Clostridium difficile". Інші застосування включають швидке виявлення золотистого стафілококу шляхом ампліфікації та виявлення короткої послідовності ДНК, специфічної для цієї бактерії. Переваги HDA в тому, що забезпечує швидкий метод ампліфікації нуклеїнової кислоти специфічної мішені при ізотермічній температурі, що не вимагає використання термоциклера. Проте досліднику потрібна попередня оптимізація праймерів, котрий іноді буферів. Зазвичай оптимізація праймерів та буферів перевіряється та досягається за допомогою ПЛР, що ставить питання про необхідність додаткових витрат на окрему систему для проведення власне ампліфікації. Незважаючи на те, що HDA не потребує використання термоциклера і, отже, дозволяє проводити дослідження в польових умовах, велика частина роботи, необхідної для виявлення потенційно небезпечних мікроорганізмів, проводиться в дослідницьких/лікарняних лабораторіях. В даний час масова діагностика за великою кількістю зразків ще не може бути досягнута за допомогою HDA, в той час як ПЛР-реакції, що проводяться в термоциклері, що містить багатолункові планшети для зразків, дозволяють ампліфікувати і виявити цільову ДНК-мішень максимум з 96 зразків. Витрати на придбання реагентів для HDA також відносно дорожчі, ніж на реагенти для ПЛР, тим більше, що вони постачаються у вигляді готового набору.